# Euante (satèl·lit)
Euante (del grec antic Ευάνθη) també conegut com a Júpiter XXXIII, és un satèl·lit irregular retrògrad de Júpiter. Fou descobert l'any 2001 per un equip conduït per Scott Sheppard de la Universitat de Hawaii.

## Característiques físiques
Euante té uns 3 quilòmetres de diàmetre, i orbita a una distància de Júpiter d'uns 20.799.000 quilòmetres en 598,093 dies, amb una inclinació de 143° de l'eclíptica (142° de l'equador de Júpiter) i amb una excentricitat de 0,2001. Eunaté pertany al grup d'Ananké un grup de satèl·lits que orbiten de forma retrògrada al voltant de Júpiter sobre el semieix major comprès entre els 19300000 i els 22700000 km, les inclinacions de 45.7° a 154.8° amb relació a l'equador de Júpiter i excentricitats entre 0.02 i 0.28.

## Denominació
Euante rebé la denominació provisional S/2001 J 7. Rebé, a l'agost de 2003, el nom definitiu d'Euante, que segons la mitologia grega era la mare de les Gràcies.